# نورت کریک (واشینگتن)
نورت کریک (به انگلیسی: North Creek) یک منطقهٔ مسکونی در ایالات متحده آمریکا است که در شهرستان اسنوهومیش، واشینگتن واقع شده‌است. نورت کریک ۳۵٫۲ کیلومتر مربع مساحت و ۲۵٬۷۴۲ نفر جمعیت دارد و ۱۱۰ متر بالاتر از سطح دریا واقع شده‌است.